# Układ nośny
Układ nośny wiąże w całość wszystkie zespoły nadwozia i podwozia, umożliwia poruszanie się samochodu po drodze oraz stanowi szkielet przejmujący wszystkie obciążenia występujące podczas jazdy.
skład układu:
- rama lub nadwozie samonośne
- elementy zawieszenia
- osie
- koła